# مرتضی بایندریان
مرتضی بایندریان (زاده ١٣١٩-درگذشته ١٣٩١) سرتیپ دوم جانباز نیروی زمینی ارتش جمهوری اسلامی ایران و سالها معاون لجستیک آن نیرو بود. وی به دلیل سالها خدمت به عنوان معاون لجستیک و پشتیبانی نیروی زمینی ارتش در زمان جنگ ایران و عراق، «پدر لجستیک» ارتش لقب گرفت.

## زندگینامه
سرتیپ بایندریان در تاریخ ٢٦ فروردین ١٣٩١ و پس از سالها تحمل درد و رنج ناشی از جانبازی درگذشت. پیکر وی با حضور بسیاری از مقامات ارشد نیروهای مسلح ایران در روز ٢٨ فروردین ماه ١٣٩١ در شهرک امید تشییع‌ و پس از تشریفات نظامی، در بهشت زهرا تهران دفن شد.

## خدمات نظامی
سرلشکر حسنی‌سعدی معاون هماهنگ کننده ستادکل نیروهای مسلح در رابطه با خدمات بایندوریان گفته است که بایندریان بزرگترین خدمت را در طول جنگ به ارتش کرد. او انسانی لایق، شایسته و فرماندهی شجاع بود که بدون اینکه انتظاری را به زبان آورد خدمت می‌کرد. سرتیپ سیدحسام هاشمی رئیس دفتر عمومی حفاظت اطلاعات فرماندهی کل قوا نیز این رزمنده و جانباز جنگ را فرماندهی مردمی و دلسوز عنوان کرد و گفت: امیر بایندریان از ابتدای جنگ در جبهه‌ها حضور داشت، منشأ تحولات مفیدی بوده و امکانات ارتش را برای دفاع از میهن اسلامی، پای کار آورد.

## کتاب شناسی
کتاب بازوی نبرد، به سرگذشت زندگی سرتیپ دوم «مرتضی بایندریان» یکی از فرماندهان آماد و پشتیبانی ارتش اختصاص دارد که توسط سازمان «هیئت معارف جنگ» تدوین شده است. مرتضی بایندریان، مدارج فرماندهی را از پایین‌ترین سطوح تا بالاترین مقام لجستیکی سازمان یعنی معاونت لجستیکی نیروی زمینی ارتش طی کرده و حماسه آفرینی های بی‌شماری را در طول جنگ از خود نشان داده و در طول سالیان خدمت، با درایت و دانش و تخصص، خدمات شایسته‌ای را ارائه داده است.
زندگینامه مرتضی بایندریان در قالب کتاب منتشر شده است. یادداشت‌های برخی از همرزمان بایندریان درباره فعالیت در نیروی زمینی ارتش جمهوری اسلامی ایران، یکی از بخش‌های این کتاب به شمار می‌آید. در این کتاب سرلشکر حسین حسنی سعدی، سرتیپ بازنشسته مسعود بختیاری، سرتیپ جعفر رضایی‌فر و سرتیپ سیاوش جوادیان یادداشت‌هایی درباره زوایای اخلاقی و زندگی بایندریان به رشته تحریر در آورده‌اند.